# Herb Lidzbarka
Herb Lidzbarka – jeden z symboli miasta Lidzbark i gminy Lidzbark w postaci herbu

## Wygląd i symbolika
Herb przedstawia na błękitnej tarczy złotą głowę jednorożca zwróconą w heraldycznie prawą stronę. Kolory w herbie symbolizują: złoto-żółty – wiarę, stałość, mądrość, chwałę; błękit-lazur – czystość, lojalność, wierność. Obecny herb został ustanowiony uchwałą nr XVII/169/20 Rady Miejskiej w Lidzbarku 19 lutego 2020 roku.